# Омега Волка
Омега Волка (лат. ω Lupi), HD 139127 — тройная звезда в созвездии Волка на расстоянии приблизительно 187 световых лет (около 57,4 парсеков) от Солнца.

## Характеристики
Первый компонент (CCDM J15381-4234A) — оранжевый гигант спектрального класса K3III, или K4,5III, или K5, или M0III. Видимая звёздная величина звезды — +4,3m. Масса — около 1,213 солнечных, радиус — около 23,428 солнечных, светимость — около 122,336 солнечных. Эффективная температура — около 4087 K.
Второй компонент — коричневый карлик. Масса — около 39,98 юпитерианских. Удалён на 1,595 а.е..
Третий компонент (CD-42 10601B). Видимая звёздная величина звезды — +11m. Удалён на 11,8 угловых секунды.